# Bejt Zera
Bejt Zera (hebrejsky בֵּית זֶרַע, doslova "Dům sémě", anglicky Beit Zera, v oficiálním seznamu sídel Bet Zera) je vesnice typu kibuc v Izraeli, v Severním distriktu, v Oblastní radě Emek ha-Jarden.

## Geografie
Leží v Galileji v nadmořské výšce 205 metrů pod mořskou hladinou 2 kilometry jižně od břehů Galilejského jezera poblíž soutoku řek Jordán a Jarmuk v oblasti s intenzivním zemědělstvím.
Vesnice se nachází cca 12 kilometrů jihojihovýchodně od města Tiberias, cca 100 kilometrů severovýchodně od centra Tel Avivu a cca 57 kilometrů jihovýchodně od centra Haify. Bejt Zera obývají Židé, přičemž osídlení v tomto regionu je ryze židovské.
Bejt Zera je na dopravní síť napojena pomocí dálnice číslo 90.

## Dějiny
Bejt Zera byla založena v roce 1926. Podle jiného pramene došlo k založení až roku 1927. Zakladateli obce byla skupina židovských přistěhovalců z Německa, kteří od roku 1924 pobývali v oblasti údolí řeky Jordán. Roku 1927 postihlo tuto oblast zemětřesení a členové této skupiny, jejichž provizorní příbytky zemětřesení zničilo, se přemístili do nynější lokality, kde založili trvalou osadu.
Původní název vesnice zněl Kfar Natan (כפר נתן). Pracovně se také nazývala Deganija Gimel (דגניה ג'). Stávající jméno navrhl Chajim Nachman Bialik, který ve 30. letech 20. století předsedal komisi pro přidělování místních jmen. Inspiroval se citátem z Talmudu.
Během prvních dnů války za nezávislost v roce 1948 kibuc napadla syrská armáda, ale nebyl dobyt.
Roku 1949 měl kibuc 455 obyvatel a rozlohu katastrálního území 1 595 dunamů (1,595 kilometru čtverečního).
Ekonomika kibucu Bejt Zera je založena na zemědělství, službách a turistickém ruchu. V obci fungují zařízení předškolní péče o děti. Základní škola je v sousední obci Afikim.

## Demografie
Obyvatelstvo kibucu Bejt Zera je sekulární. Podle údajů z roku 2014 tvořili naprostou většinu obyvatel v kibucu Bejt Zera Židé - cca 500 osob (včetně statistické kategorie "ostatní", která zahrnuje nearabské obyvatele židovského původu ale bez formální příslušnosti k židovskému náboženství, cca 600 osob).
Jde o menší sídlo vesnického typu s dlouhodobě stagnující populací. K 31. prosinci 2014 zde žilo 553 lidí. Během roku 2014 populace stoupla o 5,7 %.
| Rok            | 1948 | 1949 | 1961 | 1972 | 1983 | 1995 | 2001 | 2003 | 2004 | 2005 | 2006 | 2007 | 2008 | 2009 | 2010 | 2011 | 2012 | 2013 | 2014 |
| -------------- | ---- | ---- | ---- | ---- | ---- | ---- | ---- | ---- | ---- | ---- | ---- | ---- | ---- | ---- | ---- | ---- | ---- | ---- | ---- |
| Počet obyvatel | 486  | 455  | 608  | 691  | 720  | 752  | 730  | 699  | 721  | 706  | 697  | 685  | 664  | 594  | 559  | 610  | 536  | 523  | 553  |